# (21584) Polepeddi
(21584) Polepeddi (1998 SK121) – planetoida z pasa głównego asteroid okrążająca Słońce w ciągu 5,31 lat w średniej odległości 3,04 j.a. Odkryta 26 września 1998 roku.